# Rose Davino
Rose Davino (Rio de Janeiro),  é uma política brasileira, filiada ao PP. 
Nas eleições de 2022, foi eleita deputada estadual por AL.